# Kubán (folyó)
A Kubán – oroszul Кубань [Kubány], cserkesz nyelven Псыж [Pszizs] – Oroszország déli részén, a Kaukázus északi hegylábainak legjelentősebb folyója.
Ókori szkíta neve görögösen Hüpanisz (Ύπανις), latinosan Hypanis volt.
A Kubán az Elbrusz északnyugati oldalán ered. Egyik jelentős jobb oldali mellékfolyójának, a Hugyesznek torkolatánál található Karcsi sziklája. Ez egy tizenegyezer évvel ezelőtt becsapódott meteorit maradványa. Nevét Karcsiról, a karacsáj nemzet honfoglaló vezéréről kapta.
Amíg áll az Elbrusz és Karcsi sziklája, nem tűnik el a föld színéről a karacsáj nép! – mondja a mesés történet.
A Kubán három szakaszra osztható. A felső szakasz a forrástól Nyevinnomisszkig tart (a torkolattól 701 km), a középső a Laba folyó torkolatáig (701–317 km), az alsó:  317– 0 km. A felső szakasz érinti Karacsájevszket, Karacsájföld központját és Cserkesszket, Karacsáj- és Cserkeszföld fővárosát.
A karacsájok földjét elhagyva megszelídül a vad hegyi folyó. A Krasznodartól 65 kilométerre található Uszty-Labinszktól az Azovi-tengeri torkolatig hajózható. Kiterjedt deltája az Azovi-tengertől 116 kilométerre kezdődik.
A folyó mentén négy jelentős vízerőmű található. Ezek csúcsra járatva 650 MW teljesítményűek.
Jelentősebbek a bal oldali mellékfolyói: a Kis- és a Nagy-Zelencsuk, az Urup (231 km), a Laba (214 km), a Belaja (273 km), a Pszekupsz (146 km) és a Psis (eredetileg, a Krasznodari-víztározó megépítése előtt hossza 258 km).